# John Arbuthnot

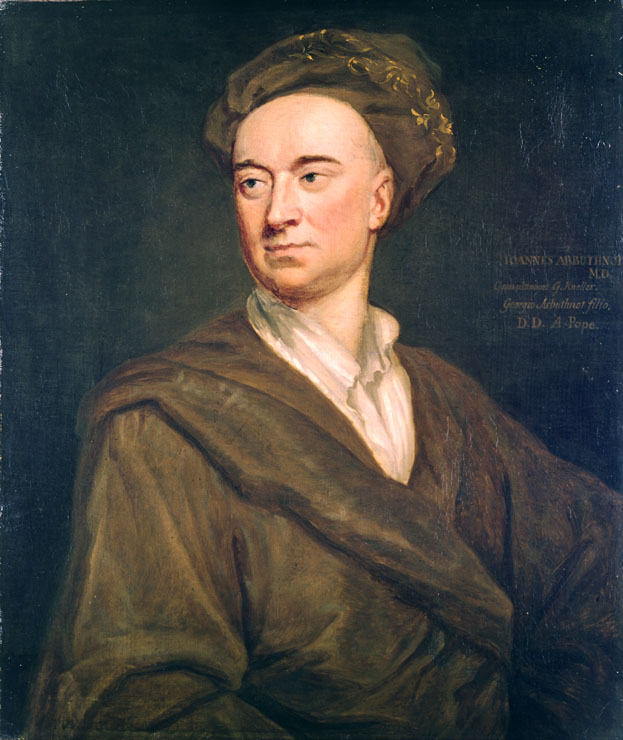
John Arbuthnot

John Arbuthnot (* April 1667 in Inverbervie, Schottland; † 27. Februar 1735 in London) war ein schottischer Arzt, Mathematiker und Schriftsteller.

## Leben und Wirken
Nach dem Studium der Medizin und der Mathematik am Marischal College in Aberdeen und einem Abschluss in Medizin an der Universität St Andrews lehrte Arbuthnot in London Mathematik und wurde 1704 Fellow der Royal Society. Er beschäftigte sich vor allem mit Wahrscheinlichkeitsrechnung und war ein Freund von David Gregory. Zwischen 1705 und 1714 war er Leibarzt der britischen Königin Anna.
1710 veröffentlichte er unter dem Titel An argument for Divine Providence, taken from the constant regularity observed in the births of both sexes einen vermeintlichen Gottesbeweis. Arbuthnot war aufgefallen, dass in allen 82 von ihm ausgewerteten Geburtsstatistiken mehr Jungen als Mädchen geboren worden waren. Er wertete dies als Nachweis eines diesbezüglich nicht vorhandenen Zufalls. Aus heutiger Sicht würde man bei solchen Daten im Zuge eines statistischen Hypothesentests darauf schließen, dass die Wahrscheinlichkeit der Geburt eines Jungen signifikant höher ist als die eines Mädchens. Insofern gilt Arbuthnot auch als Vorreiter statistischer Tests.
Arbuthnot war 1713 einer der Gründer des Scriblerus Club, dem Schriftsteller und Dichter wie Jonathan Swift, Alexander Pope und John Gay angehörten. Die daraus resultierenden fiktiven Memoiren des  Martinus Scriblerus wurden ihrerseits in der Satire The Scribleriad (1751) von Richard Owen Cambridge karikiert. Andauernde Bekanntheit erlangte er durch seine politischen Satiren, die sich gegen die Partei der Whigs und die Beteiligung am spanischen Erbfolgekrieg richteten. Seine Miscellaneous Works wurden 1751 postum veröffentlicht.

## Werke
- Of the Laws of Chance (1692, anonym, ergänzte Übersetzung von Christian Huygens’ De Ratiociniis in Ludo Aleae[2])
- An Essay of the Usefulness of Scientific Nature (1701)
- Tables of Ancient Coins, Weights and Measures (1727)
- The Memoirs of the Extraordinary Life, Works and Discoveries of Martinus Scriblerus 1741, ISBN 1-84391-001-2.
- Miscellaneous Works (1751)
- Angus Ross (Hrsg.): The Correspondence of Dr. John Arbuthnot. Fink, München 2006.